# Josephine Donovan
Josephine Donovan (Manila, 1941) es una académica, ensayista, escritora, feminista, y profesora estadounidense, de literatura comparada; y, en la actualidad es profesora emérita de filología inglesa en el Departamento de Inglés, de la Universidad de Maine, Orono (Maine). Sus investigaciones y experiencias han cubierto teoría feminista, crítica literaria feminista, ética animal, y ambas literatura moderna temprana y estadounidense (particularmente de la literatura del siglo XIX femenina).

## Biografía
Donovan es aborigen de Manila, Filipinas, y fue, con su madre, evacuada poco antes del ataque a Pearl Harbor. Su padre, un Capitán de la US Army, permaneció allí; y, en 1942, fue capturado por los japoneses. Donovan posteriormente editó y publicó sus memorias.
Con una especialización en historia, estudió en Bryn Mawr College, Pensilvania, graduándose, cum laude, en 1962. Posteriormente, trabajó en periodismo, como empleado en la mesa de copiado, en The Washington Post y en Time. Y, también como reportera de un pequeño periódico de Nueva York. Paralelamente a sus trabajos, estudiaba escritura creativa en la Universidad de Columbia. Y, luego, fue a estudiar a la Universidad de Wisconsin-Madison, optando por la defensa de tesis de un MA (graduada en 1967) y un PhD (graduada en 1971), ambos en literatura comparada. Posteriormente ocupó cargos en varias universidades (incluyendo la Universidad George Washington), además de trabajar como editora en G. K. Hall & Co..
Se jubiló anticipadamente de su puesto de profesora de inglés, en la Universidad de Maine, para permitirse más tiempo, tanto para sus investigaciones como para la escritura; y, actualmente es profesora emérita, viviendo en la costa de Nueva Inglaterra.

## Obra (bibliografía selecta

### Libros
- Sarah Orne Jewett. New York: Ungar, 1980 (edición revisada publicada por Cybereditions en 2001.) ISBN 1-877275-35-2

- New England Local Color Literature: A Women's Tradition. New York: Ungar, 1983. ISBN 0-8044-2138-2

- Feminist Theory: The Intellectual Traditions. New York: Ungar, 1985 (2ª ed. lanzada por Continuum en 1992; 3ª ed. de Continuum en 2000; y, 4ª ed. de Bloomsbury en 2012.) ISBN 0-8264-1248-3

- After the Fall: The Demeter-Persephone Myth in Wharton, Cather and Glasgow. University Park, PA: Pennsylvania State University Press, 1989.

- Gnosticism in Modern Literature: A Study of Selected Works of Camus, Sartre, Hesse, and Kafka. New York: Garland, 1990. ISBN 0-8240-0007-2

- Uncle Tom's Cabin: Evil, Affliction, and Redemptive Love. Boston: Twayne, 1991 (edición revisada y publicada por Cybereditions, 2001.) ISBN 0-8057-8095-5

- Women and the Rise of the Novel, 1405-1726. New York: St. Martin's Press, 1999. (2ª ed. revisada, ampliada y lanzada por Palgrave Macmillan en 2013.) ISBN 0-312-23097-4

- European Local-Color Literature: National Tales, Dorfgeschichten, Romans Champêtres. New York: Bloomsbury, 2010.

- The Aesthetics of Care. On the Literary Treatment of Animals. New York, Londres, Oxford: Bloomsbury, 2016. ISBN 978-1-5013-1719-4

### Artículos
- Feminist Literary Criticism: Explorations in Theory. Lexington: University Press of Kentucky, 1975 (2ª ed. publicada en 1989, con Barbara A. White, Carolyn Heilbrun, Catharine Stimpson, Barbara Currier Bell, Carol Ohmann, Marcia Holly, Dorin Schumacher, Cheri Register) ISBN 0-8131-0190-5

- The silence is broken. The Feminist Critique of Language: A Reader (ed. Deborah Cameron, Routledge) 1990 41 p. ISBN 0-415-04260-7

- Animals and Women: Feminist Theoretical Explorations. Durham, N.C.: Duke University Press, 1995 (coeditó con Carol J. Adams). ISBN 0-8223-1667-6

- Beyond Animal Rights: A Feminist Caring Ethic for the Treatment of Animals. New York: Continuum, 1996 (coeditó con Carol J. Adams). ISBN 0-8264-0836-2

- POW in the Pacific: Memoirs of an American Doctor in World War II. Wilmington, Del. Scholarly Resources, 1998 (× William N. Donovan). ISBN 0-8420-2725-4

- The Feminist Care Tradition in Animal Ethics: A Reader. New York: Columbia University Press, 2007 (coeditó con Carol J. Adams). ISBN 978-0-231-14039-3